# Муті (халіф)
Абу аль-Касим аль-Муті лла аль-Фадль бен Джафар аль-Муктадір (914–974) — багдадський халіф із династії Аббасидів упродовж періоду між 946 та 974 роками. Аль-Муті означає арабською Покірний Богові.
Аль-Муті став халіфом 946 року замість халіфа аль-Мустакфі, зміщеного Буїдами, які захопили Багдад 945 року. Попереднього халіфа осліпили. Аль-Муті не мав реальної політичної влади. Буїди не консультувалися з ним і не дозволяли навіть обрати собі візира. Він залишався тільки номінальним релігійним авторитетом. Навіть у цьому його вплив був обмежений, оскільки Буїди були перською і шиїтською династією.